# EastOne Group
«EastOne Group» — международная инвестиционно-консалтинговая группа компаний, предоставляющая услуги в сфере стратегического и инвестиционного управления диверсифицированным портфелем активов в широком диапазоне отраслей по всему миру. СКМ, Приват и EastOne — три самые крупные украинские бизнес-группы (2012).
Группа основана Виктором Пинчуком в 2007 году, путём консолидации различных активов на базе компании Интерпайп, которая является ядром EastOne Group. (В 2007 году все активы группы Interpipe были выделены в самостоятельные бизнесы, управление которых организовано по принципу инвестиционного фонда под управлением созданной международной инвестиционно-консалтинговой компании EastOne.) Штаб-квартира группы находится в Лондоне. Также представительства расположены в Киеве и Днепре.
Заявленные сферы деятельности компании такие:
- Разработка и реализация портфельной стратегии
- Отраслевые экспертизы
- Долгосрочное бизнес-планирование
- Сопровождение сделок M&A и транзакций на рынках капиталов
- Управление рисками и эффективностью работы
- Консультирование в сфере корпоративной ответственности, социальных инноваций и благотворительной деятельности

Под контролем EastOne Group находятся:
- Интерпайп — трубно-колесная компания
- StarLightMedia — крупная украинская медиа-компания (телеканалы Новый канал, ICTV, СТБ, ОЦЕ ТВ (ранее — QTV), М1, М2; ИнвестГазета, ДЕЛО).